# تشارلز هالاهان
تشارلز هالاهان (بالإنجليزية: Charles Hallahan)‏ مواليد 29 يوليو 1943 في فيلادلفيا - الوفاة 25 نوفمبر 1997 في لوس أنجلوس، هو ممثل أمريكي بدأ مسيرته الفنية سنة 1972. امتدت مسيرته الفنية لأكثر من 25 عاما. درس في جامعة روتجرز وجامعة تمبل.

## الأعمال
- الشيء
- سيلكوود
- بال رايدر
- قرار إداري
- سبيس جام
- دانتيز بيك

## روابط خارجية
- تشارلز هالاهان على موقع IMDb (الإنجليزية)
- تشارلز هالاهان على موقع ألو سيني (الفرنسية)
- تشارلز هالاهان على موقع أول موفي (الإنجليزية)
- تشارلز هالاهان على موقع قاعدة بيانات الأفلام السويدية (السويدية)
- تشارلز هالاهان على موقع قاعدة بيانات الفيلم (الإنجليزية)
- تشارلز هالاهان على موقع كينوبويسك (الروسية)